# 火車站上的愛情
火車站上的愛情（印地語: कभी अलविदा न कहना, 烏爾都語: کبھی الوداع نہ کہنا，英語版通譯作：Never Say Good Bye / 永不言再會）是2006年的印度電影，本片題材於美國紐約，分析兩對夫婦之間的愛戀、不和諧與最終離婚的故事。 

## 故事梗概
德夫·薩蘭是一個風華正茂的足球運動員，他率領球隊打上了美國甲級聯賽，同一天，他在回家的路上碰到一個即將去教堂做新娘的女孩邁婭。邁婭正在猶豫她是否應該去完成這個婚禮，因為她不清楚自己是否會愛上她的過份幼稚的丈夫。
德夫鼓勵邁婭勇敢地去結婚，去追求幸福生活。但是他在繼續回家的路上卻被汽車撞成了殘疾人。四年后，兩人又在火車站重逢，德夫此時成了專職「家庭婦男」，是他事業蓬勃太太的一個包袱，婚姻面臨崩潰。邁婭和丈夫始終找不到任何感覺，生活味如嚼蠟。
於是，兩人開始約會，原先是打算尋找拯救各自婚姻的途徑，但是卻漸漸地發現對方同自己頗有共同語言。於是邊由熟悉發展到戀愛關係。終於，紙不能擋住火，此情大白於世，兩幢婚姻一離一分。
邁婭因為內疚，選擇了獨自一人到芝加哥，德夫沒有告訴邁婭他已經離開無愛家庭的事實真相，一人去追尋足球教練事業。三年后，在一次婚禮前邁婭得知德夫已經離了婚，而且馬上要去加拿大擔任足球教練。她終於鼓起勇氣追到了火車站，但是當她尋到德夫所坐的車廂時火車已經開動了。。。

## 卡士
- 阿米塔布·巴沙坎 ... Amitabh Bachchan ... 愛泡妞的風流塔瓦爾老爺（Samarjit "Sam" Singh Talwar）
- 沙·茹克·罕 ... Shahrukh Khan ... 德夫·薩蘭（Dev Saran）
- 拉妮·穆科吉 ... Rani Mukerji ... 瑪婭·塔瓦爾（Maya Talwar）
- 普麗荻·津達 ...  Preity Zinta ... 德夫的太太瑞雅·薩蘭（Rhea Saran）
- 阿彼錫·巴克罕 ... Abhishek Bachchan ...  瑪婭的丈夫瑞西·塔瓦爾（Rishi Talwar）
- Kajol ... 受特約在影片歌曲：「Rock N Roll Soniye」中與阿米塔布、阿彼錫·巴克罕父子一同演出。

## 影片歌曲
影片總共有六首歌曲，曾經獲得印度電影學院最佳音樂獎。影集由Sony BMG公司發行。
其中歌曲《Tumhi Dekho Naa》拍得最優美和有寓意，當男主角說他想買一架藍色的汽車，女主角不高興離開了，因為那意味著他們不會再在火車站上相見，後來她意識到了什麼，追趕上男主角並用英語對他說：「我也喜歡藍色」，這是兩人第一次在某件事情上達到共鳴。
剎那間，火車站上穿梭的人群都穿藍色衣服（這不是每個觀眾都會注意到的）。然後開始舞蹈，隨著舞曲的進展，他們穿的衣服雙雙都變成橙色、紅色、綠色和藍色，引入注意的倒不是這些衣服的顏色美麗與否，而是證明兩人已經心心相印了。
| 歌曲名                                    | 歌手名                                                  | 演唱時間（分鐘） | 影畫中人物                                                                                                 |
| ----------------------------------------- | ------------------------------------------------------- | ---------------- | --- |
| Kabhi Alvida Naa Kehna 主題曲：永不言再會 | Sonu Nigam & Alka Yagnik                                | 8.03             | Shahrukh Khan、Rani Mukerji、Abhishek Bachchan和Preity Zinta，這一首歌曲「跨越」了三年中的十多個季節。     |
| Mitwa                                     | Shafqat Amanat Ali, Shankar Mahadevan & Caralisa        | 6.22             | Shahrukh Khan & Rani Mukerji                                                                               |
| Where's The Party Tonight                 | Shaan, Vasundhara Das, Loy Mendonsa & Shankar Mahadevan | 6.18             | Abhishek Bachchan、Preity Zinta和John Abraham在的士高里通曉跳舞，Shahrukh Khan和Rani Mukerji在酒店里幽會。 |
| Tumhi Dekho Naa                           | Sonu Nigam & Alka Yagnik                                | 5.47             | Shahrukh Khan和Rani Mukerji在火車站、站前廣場上。                                                          |
| Mitwa Revisited                           | Shafqat Amanat Ali, Shankar Mahadevan & Caralisa        | 5.32             | Remixed version of Mitwa                                                                                   |
| Rock N Roll Soniye                        | Shankar Mahadevan, Shaan, Mahalaxmi Iyer                | 5.41             | Amitabh Bachchan、Abhishek Bachchan 、Preity Zinta和Kajol在老爺子的生日派對上狂歡。                        |
| Farewell Trance                           | Shweta Pandit & Caralisa                                | 5.44             | 影片開始女主角婚禮的前奏曲（Instrumental with vocals），隱含了將來她還會和男主角再相見的寓意。             |

## 票房記錄
2006年10月在全球一千二百電影院同時公演，該周末即打破印度電影首周票房記錄。 
以下為首周的收入總值：
- 美國： $1,000,000+
- 英國： £750,000
- 印度： 六億印度盧比 (Rs 600 million) [3] [4]

但是過了首周，由于評論界讚、貶參半，收益就有些停滯不前，以下為2006年的收入總值：
- 美國： $3,275,444 USD [5]
- 英國： 暫無數據。
- 印度： 暫無數據。

## 獲獎
影片火車站上的愛情（Kabhi Alvida Naa Kehna）推出后獲得傳媒的一致好評，並奪得了多項大獎。或許原因是描寫離婚題材在當前印度電影界尚屬于相當「大膽」的行動。

### 印度電影觀眾獎(2007)
- 最佳男演員獎 - Shahrukh khan
- 最佳女演員獎 - Rani Mukerji
- 最佳男配角獎 - Abhishek Bachchan（勝出）
- 最佳女配角獎 - Preity Zinta
- 最佳音樂導演獎 - Shankar-Ehsaan-Loy
- 最佳作詞獎 - Javed Akhtar，歌曲名："Kabhi Alvida Naa Kehna"

## 參照
1. ↑  . Script of KANK invited to Oscar library.   [2007-08-10]. （原始内容存档于2008-02-12）.
2. ↑  . KANK opens in 1,200 screens.   [2007-08-10]. （原始内容存档于2007-09-30）.
3. ↑  . KANK falls after 1st week.   [2007-08-10]. （原始内容存档于2005-12-22）.
4. ↑  . KANK declared a hit in India.   [2007-08-10]. （原始内容存档于2006-03-26）.
5. ↑  . Box office results in USA.   [2007-08-10]. （原始内容存档于2018-12-15）.

## 外部連結
- 互联网电影数据库（IMDb）上《火車站上的愛情》的资料（英文）